# Biscuit

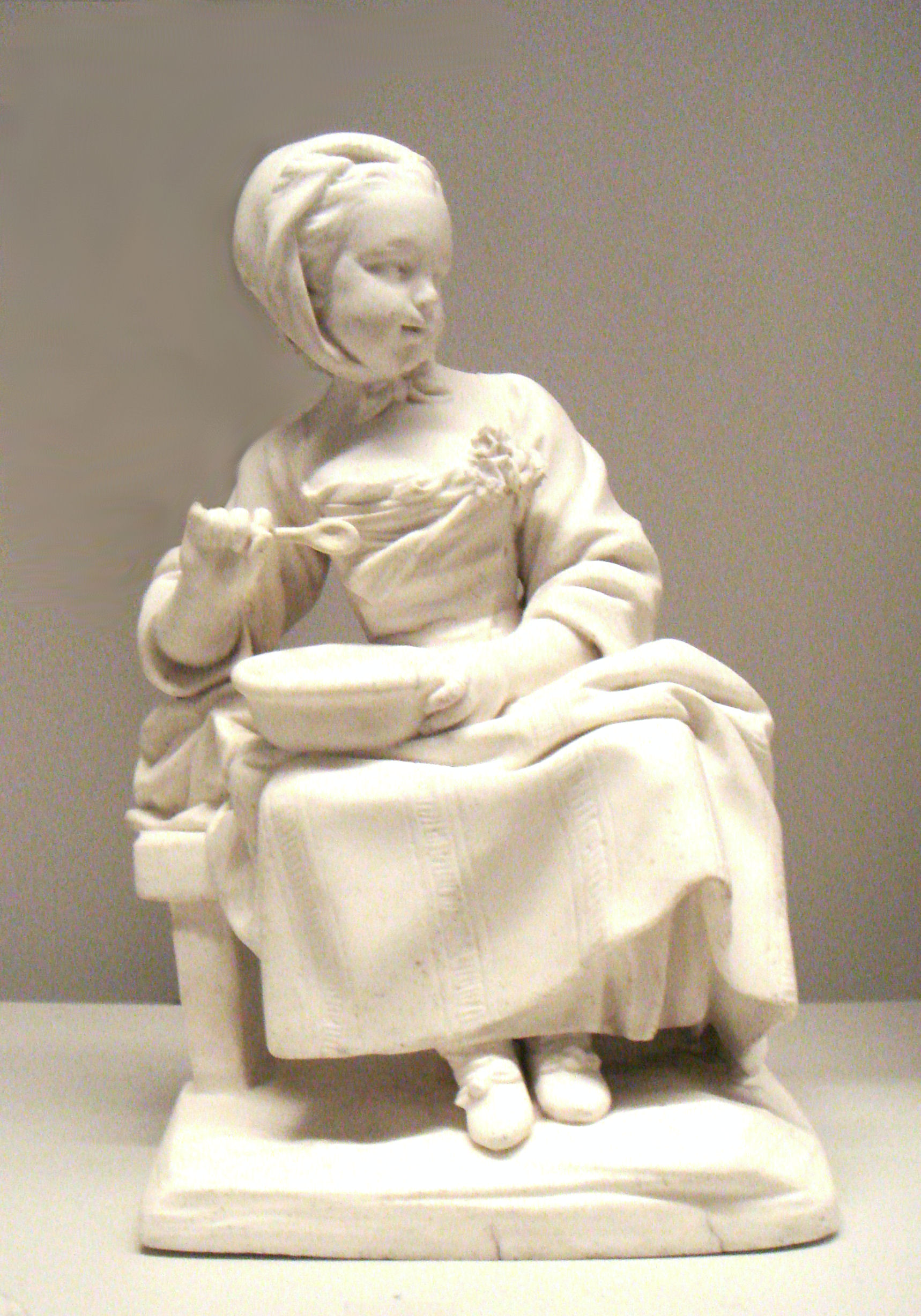
Figurita en biscuit de la fábrica de Vincennes (1754-1755).

Biscuit (galicismo que en español denomina al bizcocho cerámico), en alfarería, es el  resultante de la «cocción» de una pieza sin esmaltar, y por extensión al «estado de la pieza tras su primera cocción». Aunque puede denominar objetos hechos de arcilla, es técnicamente más apropiado para la cerámica compuesta con caolín, cuarzo y feldespato.
Esta técnica empezó a emplearse desde mediados del siglo xviii, sobre todo en Francia, en la fábrica de Sèvres y en Italia, en la Real Fábrica de Capodimonte de Nápoles, poniendo de moda objetos de adorno como estatuillas y grupos de escenas pastoriles imitando las porcelanas. Entre el xviii y mediados del xx se fabricaron muñecas en ‘biscuit’.
El horno para elaborar ‘biscuit’ debe estar de 900 a 1000 °C y es indispensable que circule el aire para que produzca una aceptable oxidación. La cerámica producto del ‘biscuit’ es blanca, mate y muy frágil, apropiada para pequeños elementos decorativo, en especial estatuillas y apliques.